# فيليكس توريس كايسيدو
فيليكس إدواردو توريس كايسيدو (بالإسبانية: Felix Eduardo Torres Caicedo)‏ (مواليد 11 يناير 1997)؛ هو لاعب كرة قدم إكوادوري يلعب مع سانتوس لاغونا المكسيكي و‌منتخب الإكوادور لكرة القدم في مركز الدفاع.

## وصلات خارجية
- فيليكس توريس كايسيدو على موقع قاعدة بيانات كرة القدم.إي يو (الإنجليزية)
- فيليكس توريس كايسيدو على موقع ناشيونال فوتبول تيمز (الإنجليزية)
- فيليكس توريس كايسيدو على موقع Soccerway.com (الإنجليزية)
- فيليكس توريس كايسيدو على موقع عالم كرة القدم.نت (الإنجليزية)